# 扬·什韦达
扬·什韦达（捷克語：Jan Švéda，1931年11月5日—2007年12月14日），捷克男子赛艇运动员。他曾代表捷克斯洛伐克参加1956年和1960年夏季奥林匹克运动会赛艇比赛，其中1960年奥运会获得一枚铜牌。